# Les Révolutions de France et d'Amérique : De la violence à la sagesse
 (février 2018).
Les Révolutions de France et d'Amérique : De la violence à la sagesse est un essai écrit par Georges Gusdorf en 1988.

## Présentation
L'auteur compare deux révolutions. Il décrit la révolution américaine plus douce. Elle a créé une nation équilibrée. Pour lui c'est « une évolution et non une révolution ». L'auteur évoque aussi les défauts de  cette révolution, les minorités noires et indigènes furent oubliées et non intégrés.  
Pour la révolution française, il la décrit comme « un dérapage qui a détruit le patrimoine et les coutumes de la France ». Les inspirateurs de la démocratie américaine ne comprenaient pas les français et furent plus critiques après cet événement. 
C'est le principal propos de cet essai. Il parle de l’histoire des droits de l'homme et de son évolution. Il explique son rôle d'historien ou encore la différence entre une démocratie possible et impossible.